# Peter Glomp
Peter Glomp (* 17. Januar 1942 in Görlitz; † Dezember 1974 ebendort) war ein deutscher Maler und Grafiker.

## Leben und Werk
Glomp war der Sohn eines Dachdeckers, der als Soldat der Wehrmacht im Zweiten Weltkrieg fiel. Die Mutter zog die vier Geschwister unter schweren materiellen Bedingungen auf. Glomb machte eine Lehre als Möbeltischler und eine weitere als Schriftsetzer. In seiner Freizeit betätigte er sich künstlerisch, und er entschloss sich, zu studieren. Wie das in der DDR für Studienbewerber in der Regel obligatorisch war, leistete er als Freiwilliger Dienst bei der NVA. Glomb hatte eine Ausbildung zum Zirkelleiter für „Bildnerisches Volksschaffen“ gemacht und betätigte sich während seiner Dienstzeit als Zirkelleiter. Von 1965 bis 1970 studierte er bei Paul Michaelis an der Hochschule für Bildende Künste Dresden (HBK). In Dresden unterhielt Glomp enge Kontakte zu den Teilnehmern der Singebewegung, u. a. zu der populären Gruppe Pasaremos. Als Diplomarbeit schuf er das Ölgemälde Gruppe Pasaremos (240 × 290 cm). Nach dem Studienabschluss war Glomp ein Jahr lang Assistent an der HBK, ehe er sich als freischaffender Künstler in Görlitz niederließ. Ab 1971 hatte er einen Werkvertrag mit dem Kraftwerk Hagenwerder. Er hatte ein eigenes Atelier auf dem Betriebsgelände, erhielt Aufträge und leitete volkskünstlerische Aktivitäten. In dieser Zeit organisierte er auch eine Anzahl von Ausstellungen, u. a. die erste Ausstellung von Arbeiten seines Förderers Willi Sitte im Bezirk Dresden. Glomp war Mitglied der SED und des Verbands Bildender Künstler der DDR.
Bilder Glombs befinden sich u. a. in der Görlitzer Galerie der Moderne.
Glomb starb durch Freitod.

## Werke (Auswahl)
- Nachdenkender (Zeichnung, 1970; Studien zu dem Gemälde Gruppe Pasaremos)[1]
- Schwangere (Rötel-Zeichnung, 1972)
- Lehrlinge im Kraftwerk (Tafelbild, 1973; Auftragswerk)[2]
- Selbstbildnis als Soldat (Öl; ausgestellt 1981 in der Ausstellung „25 Jahre NVA“)

## Ausstellungen

### Einzelausstellungen
- 1973: Görlitz, Kaisertrutz (Malerei)

- postum 1983: Görlitz, Galerie am Schönhof (Zeichnungen und Grafik)

### Ausstellungsbeteiligungen
- 1972 und 1974: Dresden, Bezirkskunstausstellungen
- 1974: Frankfurt/Oder, Galerie Junge Kunst („Junge Künstler der DDR“)
- 1974: Görlitz, Museum Kaisertrutz (Ausstellung zum 25. Jahrestag der DDR)
- 1976: Karl-Marx-Stadt, Städtische Museen („Jugend und Jugendobjekte im Sozialismus“)
- 1977/1978: Dresden, VIII. Kunstausstellung der DDR
- 1981: Dresden („25 Jahre NVA“)